# Mistrovství Evropy juniorů v ledním hokeji 1974
Mistrovství Evropy juniorů v ledním hokeji 1974 byl 7. ročník této soutěže. Turnaj hostilo od 22. do 30. března švýcarské město Herisau. Hráli na něm hokejisté narození v roce 1955 a mladší.

## Výsledky
Všech šest týmů se střetlo ve formátu každý s každým. Konečné pořadí na turnaji bylo umístění mužstva v tabulce.
| Poř. | Tým       | SWE  | URS  | FIN  | TCH  | POL  | SUI  | Z | V | R | P | Skóre | B  |
| 1.   | Švédsko   | —    | 4:1  | 5:2  | 11:2 | 15:3 | 21:1 | 5 | 5 | 0 | 0 | 56:9  | 10 |
| 2.   | SSSR      | 1:4  | —    | 12:3 | 8:1  | 10:2 | 14:1 | 5 | 4 | 0 | 1 | 45:11 | 8  |
| 3.   | Finsko    | 2:5  | 3:12 | —    | 3:2  | 9:2  | 6:4  | 5 | 3 | 0 | 2 | 23:25 | 6  |
| 4.   | ČSSR      | 2:11 | 1:8  | 2:3  | —    | 7:3  | 15:1 | 5 | 2 | 0 | 3 | 27:26 | 4  |
| 5.   | Polsko    | 3:15 | 2:10 | 2:9  | 3:7  | —    | 5:3  | 5 | 1 | 0 | 4 | 15:44 | 2  |
| 6.   | Švýcarsko | 1:21 | 1:14 | 4:6  | 1:15 | 3:5  | —    | 5 | 0 | 0 | 5 | 10:61 | 0  |

 Švýcarsko sestoupilo z elitní skupiny

## Turnajová ocenění
|                        | Brankář       | Obránce         | Obránce         | Útočník       | Útočník       | Útočník       |
| ---------------------- | ------------- | --------------- | --------------- | ------------- | ------------- | ------------- |
| Ceny direktoriátu IIHF | Åke Andersson | Vladislav Vlček | Vladislav Vlček | Thomas Gradin | Thomas Gradin | Thomas Gradin |

### Produktivita
|                  | G  | A | B  |
| ---------------- | -- | - | -- |
| Kent Nilsson     | 8  | 8 | 16 |
| Boris Alexandrov | 8  | 7 | 15 |
| Matti Hagman     | 10 | 2 | 12 |
| Sergej Abramov   | 8  | 4 | 12 |
| Viktor Chatulev  | 6  | 6 | 12 |

## Mistři Evropy - Švédsko
Brankáři: Åke Andersson, Mats Blomqvist

Obránci: Hans Eriksson, Göran Lindblom, Björn Johansson, Tommy Möller, Jan Kock, Jan-Ove Wiberg

Útočníci: Thomas Gradin, Rolf Ericsson, Dag Bredberg, Emil Meszáros, Torbjörn Nilsson, Bengt Lundholm, Anders Steen, Kent Nilsson, Bo Berglund, Håkan Karlsson.

## Československá reprezentace
Brankáři: Petr Ševela, Ludvík Kafka

Obránci: Miloš Pecka, Vladislav Vlček, Milan Figala, Miloslav Růžička, Jan Levinský, Jiří Vondrka

Útočníci: Jaroslav Vopátek, Zdeněk Bártl, Miloš Kupec, Jaroslav Vlk, Karel Holý, Miroslav Bažant, Pavol Kordoš, Luboš Kšica, Milan Topol, Tomáš Netík.

## B skupina
Šampionát B skupiny se odehrál v Bukurešti v Rumunsku, postup na mistrovství Evropy juniorů 1975 si vybojovali Západní Němci.
1.  SRN

2.  Rumunsko

3.  Bulharsko

4.  Norsko

5.  Dánsko

6.  Jugoslávie

7.  Rakousko

8.  Francie

9.  Maďarsko

10.  Itálie